# مفيد عبد القادر
مفيد عبد القادر هو مهندس ومستثمر سابق في إدارة الأشغال العامة والنقل في دالاس حُكم عليه بالسجن لمدة 20 عامًا بتهمة جمع أموال لمؤسسة الأرض المقدسة للإغاثة والتنمية. أكدت عائلته براءته وطالبت بالإفراج عنه. كما أدانت هيومن رايتس ووتش المحاكمة ودعت إدارة بايدن إلى إطلاق سراح جميع المتهمين الخمسة.

## الحياة المبكرة والتعليم
وُلِد عبد القادر عام 1960 في قرية سلواد بالضفة الغربية، التي كانت آنذاك إقليمًا تابعًا للأردن. الأخ غير الشقيق لعبد القادر هو خالد مشعل، الذي أصبح فيما بعد زعيمًا لحماس وتنحى عن منصب رئيس المكتب السياسي لحماس في عام 2017. انتقل والد عبد القادر مع مشعل إلى الكويت بعد ذلك لأسباب مالية، حيث أكمل عبد القادر، مثل أخيه غير الشقيق خالد، دراسته الثانوية.

## الحياة المهنية
نال مفيد إشادة من عمدة دالاس لورا ميلر خلال فترة عمله كـ"نجم صاعد" في إدارة الأشغال العامة والنقل في دالاس، حيث عمل على تصميم الشوارع ومشاريع الأرصفة، وقاد إعادة تطوير منطقة بيشوب آرتس بتكلفة 4.8 مليون دولار في عام 2001. وبحلول سبتمبر 2003، أصبح مدير مشروع أول. وقبل دالاس، عمل في إدارة النقل في أوكلاهوما من عام 1988 إلى عام 1996 
قدّم مفيد عروضًا موسيقية لفرقة "الصخرة". قدّمت الفرقة أغانٍ "معادية للسامية بشدة" في جولاتها من الساحل إلى الساحل في الولايات المتحدة. بالإضافة إلى الغناء، قدّم مفيد عروضًا مسرحية هزلية على المسرح. سُمّيت فرقته فيما بعد "النجوم".

### الاستثمارات
كان عبد القادر، مع زميله محمد اليازجي، مالكًا مشاركًا لمطعم سندباد للمأكولات اليونانية والعالمية في أوكلاهوما.

## مؤسسة الأرض المقدسة
لم يكن عبد القادر «أبرز جامع تبرعات» لمؤسسة الأرض المقدسة، وقد وصفته صحيفة نيويورك تايمز بأنه "قائد" فيها.

## الإدانة والسجن والإفراج
في سبتمبر 2008، طلب الادعاء من القاضي إسقاط 29 تهمة عن كل من مفيد عبد القادر وعبد الرحمن عودة، مع الإبقاء على ثلاث تهم تتعلق بالتآمر فقط.
في 29 أكتوبر 2012، رفضت المحكمة العليا في الولايات المتحدة التماسًا لإصدار أمر المراجعة القضائية (writ of certiorari)، مما جعل إدانة عبد القادر نهائية وقاطعة. ومع ذلك، فقد طلب المجلس الأمريكي لحقوق الإنسان عام 2017 أن يتم تخفيف حكم مفيد عبد القادر، وغيره من المدانين في القضية، إلى مدة السجن التي كانوا قد قضوها بالفعل، وذلك من قبل الرئيس باراك أوباما.
وزعم تقرير لإذاعة NPR عام 2011 أن عبد القادر مسجون في وحدة إدارة الاتصالات شديدة التقييد في تير هوت بولاية إنديانا.
في عام 2018، نشر ميكو بيليد كتابًا بعنوان "الظلم: قصة الخمسة في مؤسسة الأرض المقدسة" (The Story of the Holy Land Foundation Five)، يوثّق فيه محاكمة وتجريم وتفكيك مؤسسة الأرض المقدسة للإغاثة والتنمية، مما أدى إلى اعتقال وسجن رئيس المؤسسة شكري أبو بكر، ورئيس مجلس إدارتها غسان العشي، ومحمد المزين، ومفيد عبد القادر، وعبد الرحمن عوده. وفي عام 2022، دعت ابنته ندى أبو بكر، إلى جانب منظمة في حياتنا، وائتلاف الحريات المدنية، وصامدون، إلى الإفراج عنه وعن غيره من الفلسطينيين المسجونين لدى الحكومة الأمريكية.
وقد أدانت منظمة هيومن رايتس ووتش المحاكمة لأنها استندت إلى شهادات سماعية، ودعت إدارة بايدن إلى إطلاق سراح جميع المتهمين الخمسة.
وفي 12 ديسمبر 2024، أُطلق سراح مفيد عبد القادر من مؤسسة الإصلاح الفيدرالية في سيغوفيل، تكساس، بعد 16 عامًا من السجن.